# Darakert
Darakert (Armeens: Դարակերտ) is een plaats en gemeente in de Armeense provincie Ararat. In 2008 had de gemeente 2435 inwoners. Er vindt voornamelijk landbouw plaats.
Vanuit de hoofdplaats is op 30 km afstand de berg Ararat te zien. Enkele belangrijke straten van het dorp zijn Abovjanichamp, Megrichamp en Araratimegre.
Abovjan · Agarak · Achtala · Alaverdi · Aparan · Ararat · Armavir · Artasjat · Artik · Artsvasjen · Asjtarak · Berd · Bjoeregavan · Dastakert · Darakert · Dilidzjan · Dzjermoek · Etsjmiadzin · Gavar · Goris · Gjoemri · Hrazdan · Idzjevan · Jechegnadzor · Jegvard · Kadzjaran · Kapan · Maralik · Martoeni · Masis · Megri · Metsamor · Nojemberjan · Nor Hatsjen · Odzoen · Sevan · Sisian · Sjamloeg · Spitak · Stepanavan · Talin · Tasjir · Toemanjan · Tsachkadzor · Tsjambarak · Tsjarentsavan · Vajk · Vanadzor · Vardenis · Vedi · Jerevan